# Случайная связь (фильм)
«Случайная связь» (также  «Свидание на одну ночь», англ. One Night Stand) — австралийский апокалиптический кинофильм режиссёра Джона Дайгана, вышедший на экраны в 1984 году. Фильм рассказывает о четырёх молодых людях из Сиднея, оказавшихся вместе накануне ядерного апокалипсиса.

## Сюжет
Действие происходит в Сиднее в середине 1980-х годов. В канун Рождества два приятеля Брендан и Тони знакомятся с двумя подружками Шэрон и Эвой и назначают им вечером свидание. Их беседа происходит неподалёку от Сиднейского оперного театра и демонстрации протеста против гонки вооружений и опасности ядерной войны. В залив Порт-Джэксон входит американский военный корабль, на котором служит молодой матрос Сэм.
Вечером две пары идут на концерт группы Midnight Oil, а затем разделяются, чтобы позже снова встретиться на квартире девушек. Подслушав, как оба кавалера врут друг другу о том, что произошло на свиданиях, девушки выпроваживают парней. Через несколько дней, вечером накануне Нового года, девушки встречаются в Оперном театре, где Шэрон работает капельдинершей. Они уже собираются уходить, когда в уже опустевшем зале Шэрон замечает уснувшего посетителя, которым оказывается американский матрос. Как оказалось, Сэм из-за пацифистских соображений решил дезертировать и теперь скрывается в театре. Он показывает девушкам помещение, где он проводит время, питаясь шоколадными батончиками. В это время Брендан, который, как оказалось работает в театре уборщиком, заходит с пылесосом и начинает петь, не зная, что за ним наблюдают. Вскоре, однако, девушки раскрывают своё присутствие. Однако веселье омрачает тот факт, что по радио сообщают о начале ядерной войны в Европе. Вскоре сообщается также о том, что ядерные удары нанесены и по некоторым военным целям в Австралии, включая окрестности Сиднея. Жителям рекомендуют не покидать дома, начинаются перебои с радиосвязью и электричеством.
Несколько последующих часов молодые люди проводят в театре, иногда встречая немногочисленных людей, оставшихся там же на ночь. Брендан возобновляет отношения с Шэрон, тогда как Эва сближается с Сэмом. Они переодеваются в костюмы из костюмерной, слушают музыку и танцуют на сцене на фоне кадров из фильма «Метрополис», пьют вино, читают гороскопы в газете и играют в покер на раздевание. События ночи перемежаются флешбеками о жизни каждого из четверых в детстве и юности. Эва видит по телевизору репортаж о последствиях обмена ядерными ударами: некоторые крупные города Европы стёрты с лица земли, под Нью-Йорком медики пытаются спасти сотни умирающих людей, подверженных лучевой болезни.
Звуки системы оповещения призывают всех покинуть здания и спуститься в метро. Небо над Сиднеем покраснело от огненных штормов. В метро, где собрались тысячи людей, сотрудники предлагают всем желающим что-нибудь спеть, и Шэрон с Эвой начинают петь песню Кэрол Кинг «It Might as Well Rain Until September» (которая звучит и в самом начале фильма). В это время свет гаснет и наверху слышатся звуки взрывов.

## В ролях
- Кассандра Делани — Шэрон
- Саския Пост — Эва
- Джей Хэкетт — Брендон
- Тайлер Коппин — Сэм
- Дэвид Пледжер — Тони

## Награды
- 1984 — Кинофестиваль в Сиджесе — Лучшая операторская работа[3]

## Оценки
Майк Бродрик включает фильм в свой обзор эсхатологических мотивов и апокалиптических нарративов в австралийском кино наряду с такими известными лентами, как «Ранние христианские мученики» (1900), «На берегу» (1959), «Последняя волна» (1977) или трилогия «Безумный Макс». По мнению критика, «Случайная связь» с точки зрения апокалиптической темы посвящена исключительно «дню перед, а не дню после»: так же, как в фильме «На берегу», «Случайная связь» построена на основе линейного нарратива с ощущением неизбежного исполнения трагического предзнаменования.
Фильм включали в список десяти австралийских фильмов 1980-х годов, «в которых действие пытаются оживить использованием неподходящего рок-саундтрека»; при этом отмечалось, что даже несмотря на это фильм не вызвал большого интереса публики.